# Susan Wojcicki
Susan Diane Wojcicki (Santa Clara County, 5 de julho de 1968 – Santa Clara County, 9 de agosto de 2024) foi uma executiva do ramo da tecnologia norte-americana e diretora executiva do YouTube de 2014 a 2023.

## Juventude e formação acadêmica
Wojcicki nasceu em Santa Clara County, Califórnia. Era filha de Esther Wojcicki, uma educadora de ascendência russa judaica, e Stanley Wojcicki, professor de Física na Universidade de Stanford de ascendência polaca. Tem duas irmãs, a doutora em antropologia e epidemiologia, Janet Wojcicki e a bióloga fundadora da 23andMe, Anne Wojcicki. Cresceu no campus da Stanford com George Dantzig como vizinho e frequentou a Gunn High School, em Palo Alto, Califórnia, onde escreveu para o jornal da escola.
Wojcicki estudou história e literatura na Universidade de Harvard, se graduando com honras em 1990. Fez mestrado em Ciência e Economia pela Universidade da Califórnia, Santa Cruz, em 1993 e mestrado em Administração de empresas pela UCLA Anderson School of Management em 1998.

## Carreira
Em setembro de 1998, os fundadores do Google, Larry Page e Sergey Brin montaram um escritório na garagem de Wojcicki em Menlo Park. Antes de se tornar a primeira gerente de marketing da Google em 1999, ela trabalhou para a Intel em Santa Clara, Califórnia, e foi consultora de gerenciamento na Bain & Company e na R.B. Webber & Company. A carreira de Wojcicki na Google começou a partir dos programas iniciais de marketing viral, bem como com os primeiros Doodles do Google. Ela também trabalhou no desenvolvimento de ferramentas de sucesso da empresa, como o Google Imagens e o Google Books.
Wojcicki cresceu dentro da Google e se tornou vice-presidente sênior de propaganda e comércio e conduziu os projetos como o AdWords, AdSense, DoubleClick e Google Analytics. Ela desenvolveu o AdSense, que se tornou a segunda maior fonte de receita do Google, supervisionou o Google Video e propôs ao conselho da Google que a empresa deveria comprar o YouTube. Tratou de duas das maiores aquisições da Google: a compra do YouTube por 1.65 bilhões de dólares em 2006 e a compra da DoubleClick por 3.1 bilhões de dólares em 2007. Mais tarde, ela se tornou vice-presidente sênior do YouTube, empresa que chefiou de fevereiro de 2014 à fevereiro de 2023.
Chamada de a pessoa mais importante da publicidade e a Googler mais importante que você nunca ouviu sobre, Wojcicki foi considerada a 16ª na Lista das mulheres mais poderosas segundo a revista Forbes em 2011. Em 2012 ela ficou com a 25ª colocação, em 2013 na 30ª e em 2014 foi nomeada na 12ª posição da lista.
Ela também foi nomeada na lista 50 Most Powerful Women in Business da revista Fortune em 2010 (43ª), 2011 (28ª), 2012 (18ª) e 2013 (19ª). Além de ser colocada como primeiro lugar na The Top 50 Execs Who Make the Wheels Turn da AdWeek em 2013 e em 39º e 23º lugar em 2012 e 2013, respectivamente, no ranking da Vanity Fair. Ela anunciou sua renúncia como CEO do YouTube em 16 de fevereiro de 2023 via uma postagem no blog da empresa.

## Vida pessoal
Wojcicki casou com Dennis Tropper em Belmont, Califórnia, no dia 23 de agosto de 1998. Eles tiveram cinco filhos. Antes de entrar em licença maternidade de seu quinto filho, ela escreveu um artigo de opinião para o jornal Wall Street onde falou da importância da remuneração desta licença. Wojcicki era frequentemente citada quanto a importância de um certo equilíbrio entre família e carreira.
Em 9 de agosto de 2024, Wojcicki morreu aos 56 anos devido a um câncer de pulmão, com o qual ela supostamente vivia há dois anos.